# Launceston (Tasmanien)
Launceston (heutige Aussprache: [ˈlɒnsəstən] ⓘ im Ggs. zur Aussprache ˈlɑːnstən des gleichnamigen  Orts in Cornwall) ist eine Stadt im Nordosten der zu Australien gehörenden Insel Tasmanien, am Eingang des Tamar Valley, mit etwa 75.000 Einwohnern, nach Hobart zweitgrößte Stadt der Insel. Im gesamten städtischen Gebiet Launceston leben etwa 84.000 Menschen.
Der North Esk River und der South Esk River fließen in Launceston zusammen in den Tamar River. Das breite Becken gleicht einem See und mündet 60 Kilometer nördlich in die Bass Strait.

## Geschichte
Gegründet wurde die Stadt 1806 von Oberstleutnant William Paterson als Patersonia. Jedoch änderte der Oberstleutnant den Namen bald in Launceston, um Gouverneur Philip King zu ehren, dessen Geburtsort Launceston in Cornwall war.
Die Besiedlung der Gegend um Launceston begann schon 1804, als Paterson mit seiner Expedition die Siedlung Port Dalrymple an der Stelle des heutigen George Town errichteten. Ein paar Wochen später wurde das Camp verlagert und weiter landeinwärts aufgebaut, an der Stelle der heutigen Ortschaft York Town. Ein Jahr später wanderte das Camp erneut und siedelte sich schließlich an der Stelle an, wo sich heute Launceston befindet.
Launceston war einer der Austragungsorte der Rugby-Union-Weltmeisterschaft 2003.

## Sehenswürdigkeiten
Bereits 1806 gegründet, gehört Launceston zu den ersten europäischen Siedlungen Australiens. Die Stadt hat ihr ursprüngliches Flair in Form einiger Parkanlagen und gut erhaltener viktorianischer Gebäude behalten.
- Cataract Gorge (Canyon): Die bizarre Felsenschlucht ist zu Fuß von der Innenstadt erreichbar. Entlang dieser Schlucht, die zwei Kilometer westlich von Launceston beginnt, führt ein Wanderweg zu den Seen, aus denen die namensgebenden Wasserfälle gespeist werden.
- Penny Royal World: Eine der meistbesuchten Attraktionen Tasmaniens, eine Mischung aus Museumsdorf und Themenpark. Der Vergnügungspark bietet als Attraktionen eine Fahrt mit einer historischen Straßenbahn und dem Raddampfer Lady Stelfox. Kern der Anlage sind eine wiederaufgestellte Windmühle und eine rekonstruierte Wassermühle, die bereits in den 1920er Jahren südlich, außerhalb von Launceston, ihren Dienst taten, und heute als Mühlenmuseum fungieren.
- Seit 1842 besteht das Queen Victoria Museum and Art Gallery

- Synagoge, erbaut 1844

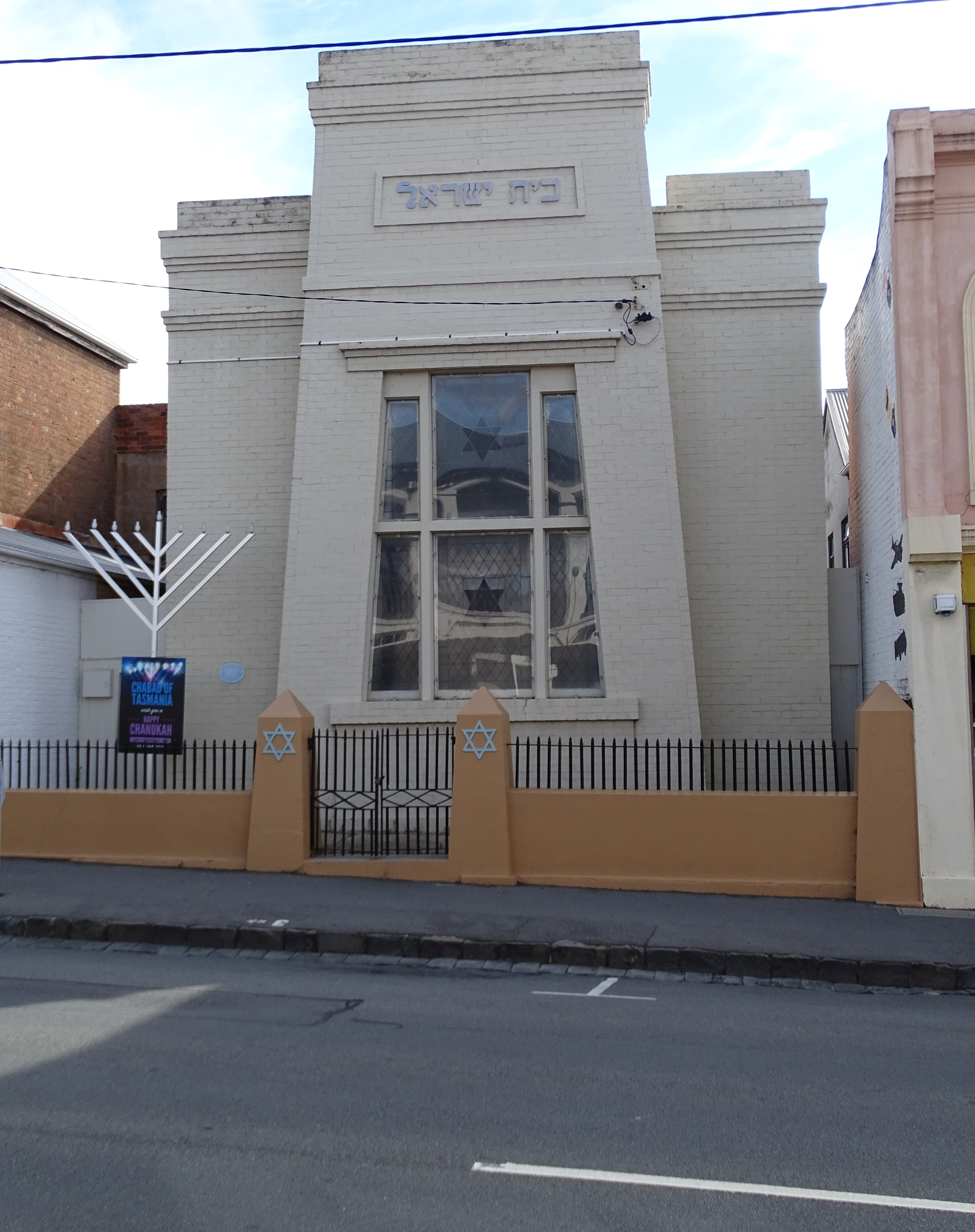
Synagoge in Launceston

Wegen der vielen Parks und der Schlucht trägt die Stadt auch den Beinamen „Garden City of the North“.

## Wirtschaft
Die Stadt floriert seit mittlerweile 100 Jahren, da hier im Tamar River der North Esk und der South Esk River zusammenlaufen. Neben der industriellen Entwicklung hat sich Launceston auch für Tourismus offen gehalten.

## Städtepartnerschaften
Launceston unterhält mit folgenden Städten eine Städtepartnerschaft:
- Ikeda (Osaka), Japan, seit 1965
- Napa, USA, seit 1988
- Taiyuan, China, seit 1995

## Persönlichkeiten
Söhne und Töchter:
- Ettie Rout (1877–1936), Journalistin, Unternehmerin, Aktivistin für Sexualhygiene und Schriftstellerin
- Alfred Grenda (1889–1977), Bahnradsportler
- William Stewart (1889–1958), Sprinter
- Davis Hughes (1910–2003), Politiker
- Justin O’Byrne (1912–1993), Politiker
- Peter Sculthorpe (1929–2014), Komponist
- Enid Campbell (1932–2010), Rechtswissenschaftlerin
- Neal Blewett (* 1933), Diplomat und Politiker
- Guy Green (1937–2025), tasmanischer Gouverneur
- Bob Brown (* 1944), Senator für die Australian Greens und Parteivorsitzender
- Allan Stone (* 1945), Tennisspieler
- Danny Clark (* 1951), Radrennfahrer
- David Macpherson (* 1967), Tennisspieler
- Simon Baker (* 1969), Schauspieler
- Toby Haenen (* 1973), Schwimmer
- Angie Woolcock (1973–2016), Tennisspielerin
- Ricky Ponting (* 1974), Cricketspieler
- Marcos Ambrose (* 1976), Automobilrennfahrer und Motorsportfunktionär
- Rachael Taylor (* 1984), Schauspielerin
- Richie Porte (* 1985), Radrennfahrer
- Matthew Goss (* 1986), Radrennfahrer
- Bec Hyatt (* 1989), Mixed Martial Arts Sportlerin
- Georgia Baker (* 1994), Radsportlerin
- Nathaniel Atkinson (* 1999), Fußballspieler
- Ariarne Titmus (* 2000), Schwimmerin
- Hamish McKenzie (* 2004), Radrennfahrerin

Mit der Stadt verbunden:
- Charles Hardwicke (1788–1880): australischer Entdecker, verstarb in der Gemeinde
- Richard Flanagan (* 1961): australischer Schriftsteller, wurde nahe der Gemeinde in dem Dorf Longford (Tasmanien) geboren

## Varia
Launceston ist Schauplatz der in Australien spielenden Teile des Romans The Narrow Road to the Deep North, für den sein Autor Richard Flanagan 2014 mit dem Booker Prize ausgezeichnet wurde.

## Klimatabelle
|                       | Jan  | Feb  | Mär  | Apr  | Mai  | Jun  | Jul  | Aug  | Sep  | Okt  | Nov  | Dez  |   |       |
| Mittl. Tagesmax. (°C) | 23,2 | 23,1 | 21,0 | 17,3 | 13,9 | 11,4 | 10,8 | 12,0 | 14,1 | 16,4 | 18,6 | 21,1 | ⌀ | 16,9  |
| Mittl. Tagesmin. (°C) | 10,2 | 10,3 | 8,9  | 6,6  | 4,7  | 2,8  | 2,2  | 3,0  | 4,2  | 5,6  | 7,0  | 8,7  | ⌀ | 6,2   |
|                       |      |      |      |      |      |      |      |      |      |      |      |      |   |       |
| Niederschlag (mm)     | 43,5 | 40,1 | 38,8 | 54,9 | 62,9 | 60,7 | 78,0 | 77,4 | 63,3 | 62,3 | 50,9 | 51,0 | Σ | 683,8 |
|                       |      |      |      |      |      |      |      |      |      |      |      |      |   |       |
| Regentage (d)         | 7,8  | 6,7  | 8,4  | 10,2 | 12,0 | 12,7 | 15,2 | 15,9 | 13,2 | 13,1 | 10,6 | 9,7  | Σ | 135,5 |

| 10,2 |

| 10,3 |

| 8,9 |

| 6,6 |

| 4,7 |

| 2,8 |

| 2,2 |

| 3,0 |

| 4,2 |

| 5,6 |

| 7,0 |

| 8,7 |

| 10,2 |

| 10,3 |

| 8,9 |

| 6,6 |

| 4,7 |

| 2,8 |

| 2,2 |

| 3,0 |

| 4,2 |

| 5,6 |

| 7,0 |

| 8,7 |